# Fabinho (football, 1976)
Pour les articles homonymes, voir Fabinho.
Fábio de Jesus dit Fabinho est un footballeur brésilien né le 16 octobre 1976.